# Ansitz Schedler
Der Ansitz Schedler  ist ein Wohnhaus in Bregenz. Das Bauwerk steht unter Denkmalschutz.

## Geschichte
In einem Urbar des Grafen Hugo III von Montfort aus 1379 bis 1409 wird der Hof als montfortisches Hausgut genannt und als Gut zum Schedler bezeichnet. 1444 wird die Hofstatt mit einem größeren Baumgarten als Gesäß des Bregenzer Bürgers Leonhard Metzger erwähnt. Metzger übergab den Ansitz als Benefizium an die Bregenzer St. Gallus Pfarrkirche. 
In der zweiten Hälfte des 16. Jahrhunderts war das Gut im Besitz der Familie Schmid, die später mit „von Wellenstein“ geadelt wurden (siehe auch: Ansitz Wellenstein). Dann folgte der mit ihr verwandte Adrian Abegg und ab 1571 der Hauptmann Jakob von Altensteig. 
Von 1590 bis 1616 gehörte der Ansitz dem Benediktinerkloster Weingarten, dann folgten bis in das 19. Jahrhundert hinein rasche Besitzwechsel, unter anderem gehörte das Haus der Familie Gugger von Staudach.
Ab der zweiten Hälfte des 19. Jahrhunderts bis in die 1920er Jahre befand sich im Gebäude die Gastwirtschaft „Zum Walsertal“. 1928 wurde der Ansitz restauriert und dient seither wieder als privates Wohnhaus. 
Zwischen 1871 und 1884 lebte der deutsche Pädagoge und Schriftsteller August Wilhelm Grube in diesem Haus.

## Architektur
Das Haus ist ein dreigeschoßiger Rechteckbau mit einem Satteldach. Im Kern stammt das Haus aus dem 16. Jahrhundert, wobei der bergseitige Trakt um 1600 angebaut wurde. 
Die Fassaden sind schmucklos gehalten. Im Inneren haben sich qualitätsvolle Stuckdecken aus dem 17. und 18. Jahrhundert erhalten. Ein Portal hat einen Rundbogen aus Stein mit profilierten Kanten, Kapitellen und einem breiten Schlussstein. 